# Tahmek
Tahmek, es una localidad del estado de Yucatán, México, cabecera del municipio homónimo ubicada aproximadamente 40 kilómetros al este de la ciudad de Mérida, capital del estado y 20 km al suroeste de la ciudad de Izamal.

## Toponimia
El nombre del municipio, Tahmek, significa en lengua maya abrazo fuerte por provenir de los vocablos t'a'aj, fuerte y  méek', abrazo. Unidas las palabras significa abrazo fuerte.

## Datos históricos
Tahmek está enclavado en el territorio que fue la jurisdicción de los Hocabá-Homún antes de la conquista de Yucatán.
Sobre su fundación no se tienen datos exactos, pero se sabe que estuvo gobernada a la llegada de los españoles por el cacique Nacú-Iut. 
Durante la colonia estuvo bajo el régimen de las Encomiendas, entre las cuales la de Isabel de Lara, la del capitán Juan de Magaña Pacheco y la de Manuel Carrillo de Albornoz.   
En 1825, después de la independencia de Yucatán, Tahmek pasó a formar parte del Partido de Beneficios Bajos, cuya cabecera era Sotuta. Posteriormente, quedó comprendido en el Partido de la Costa, cuya cabecera fue Izamal, hasta que en 1918 fue erigido en cabecera del municipio libre de Tahmek.

## Sitios de interés turístico
En Tahmek hay un templo en honor de San Lorenzo, construido probablemente en el siglo XVII y el casco de una exhacienda llamada “Xtabay”,  construido en el siglo XIX. 
En las cercanías se pueden apreciar vestigios arqueológicos de la cultura maya precolombina, en los sitios de Xemá y Sitpach.

## Galería

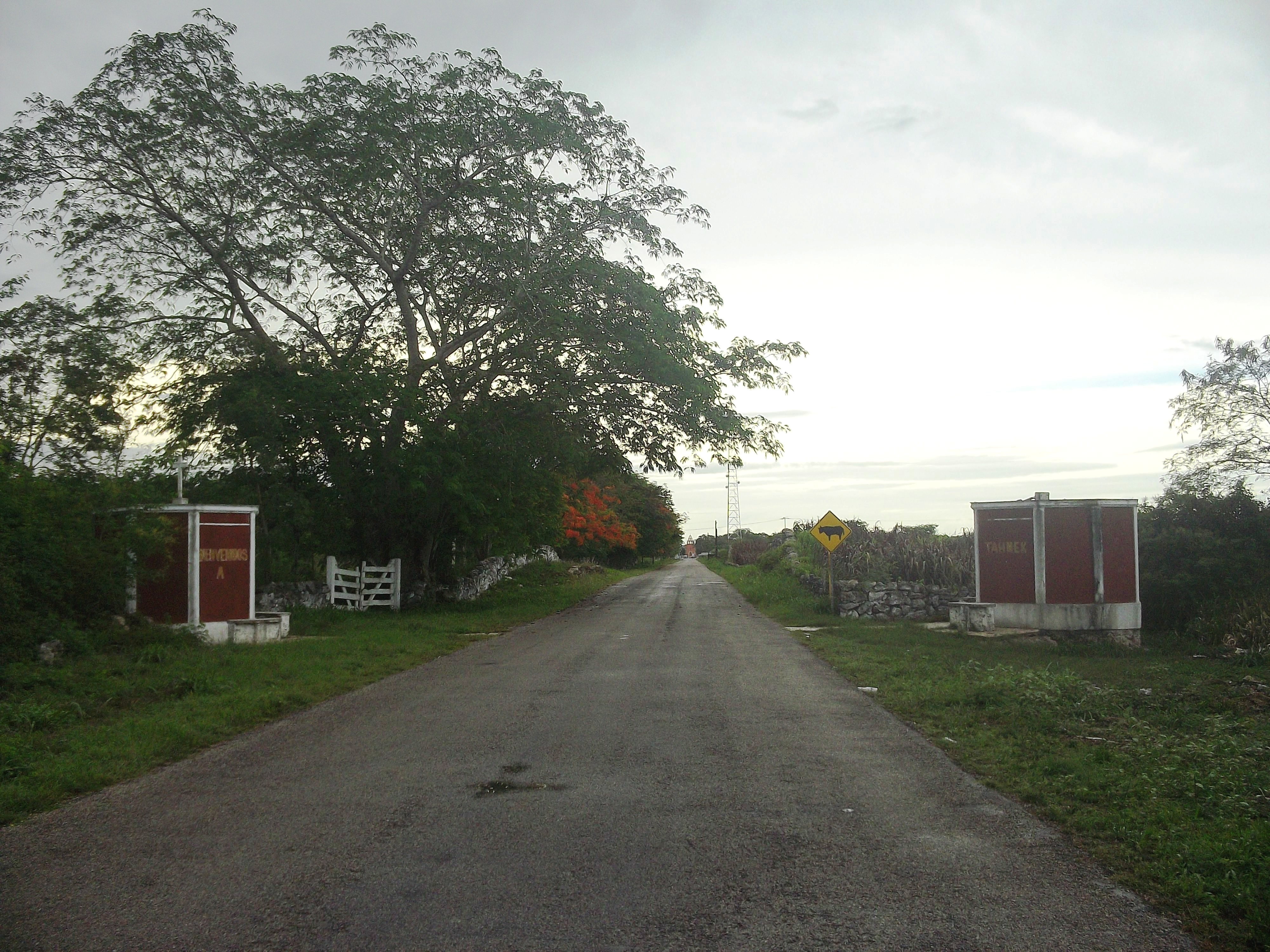
Entrada a Tahmek.
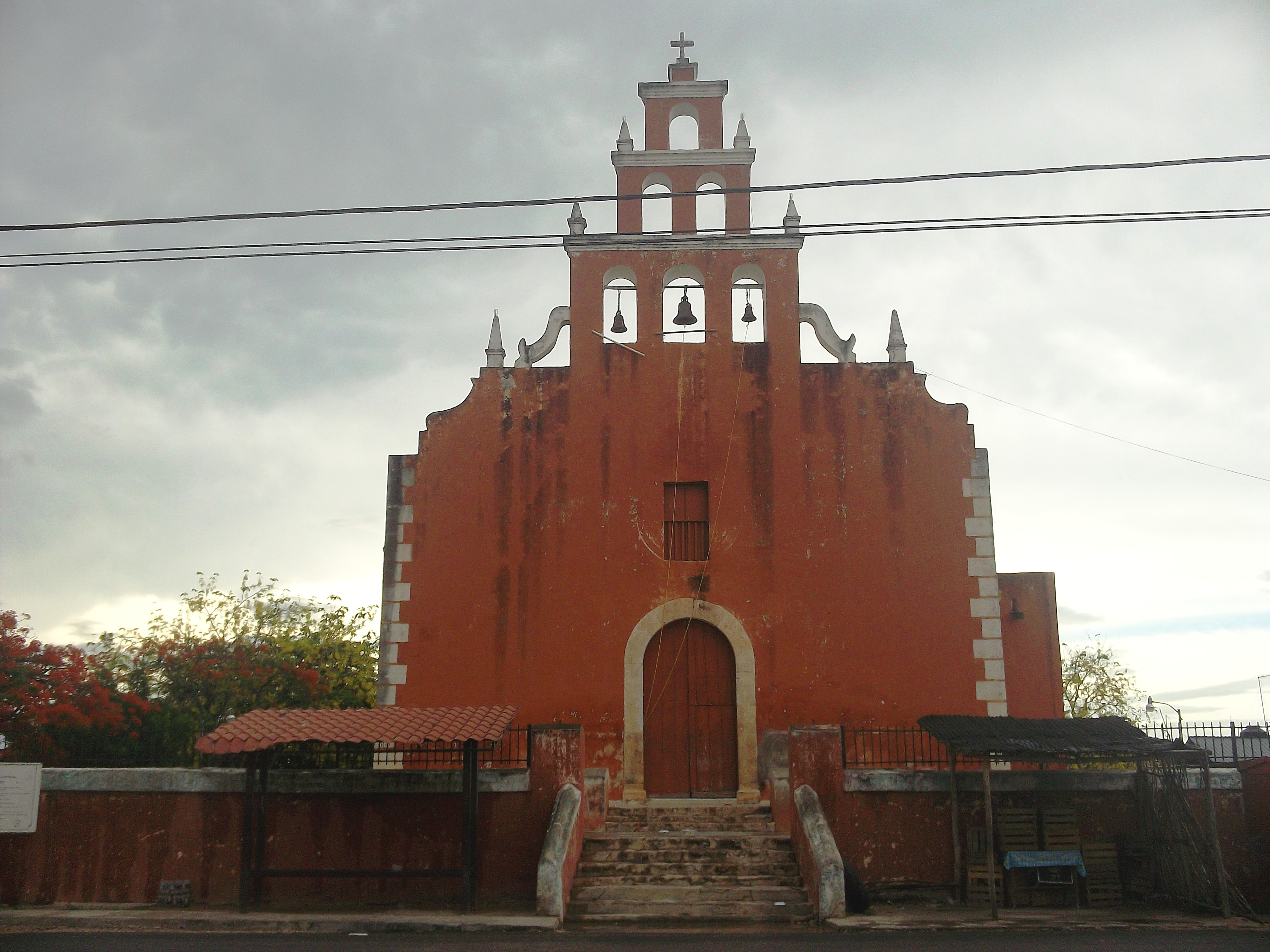
Iglesia principal de Tahmek.
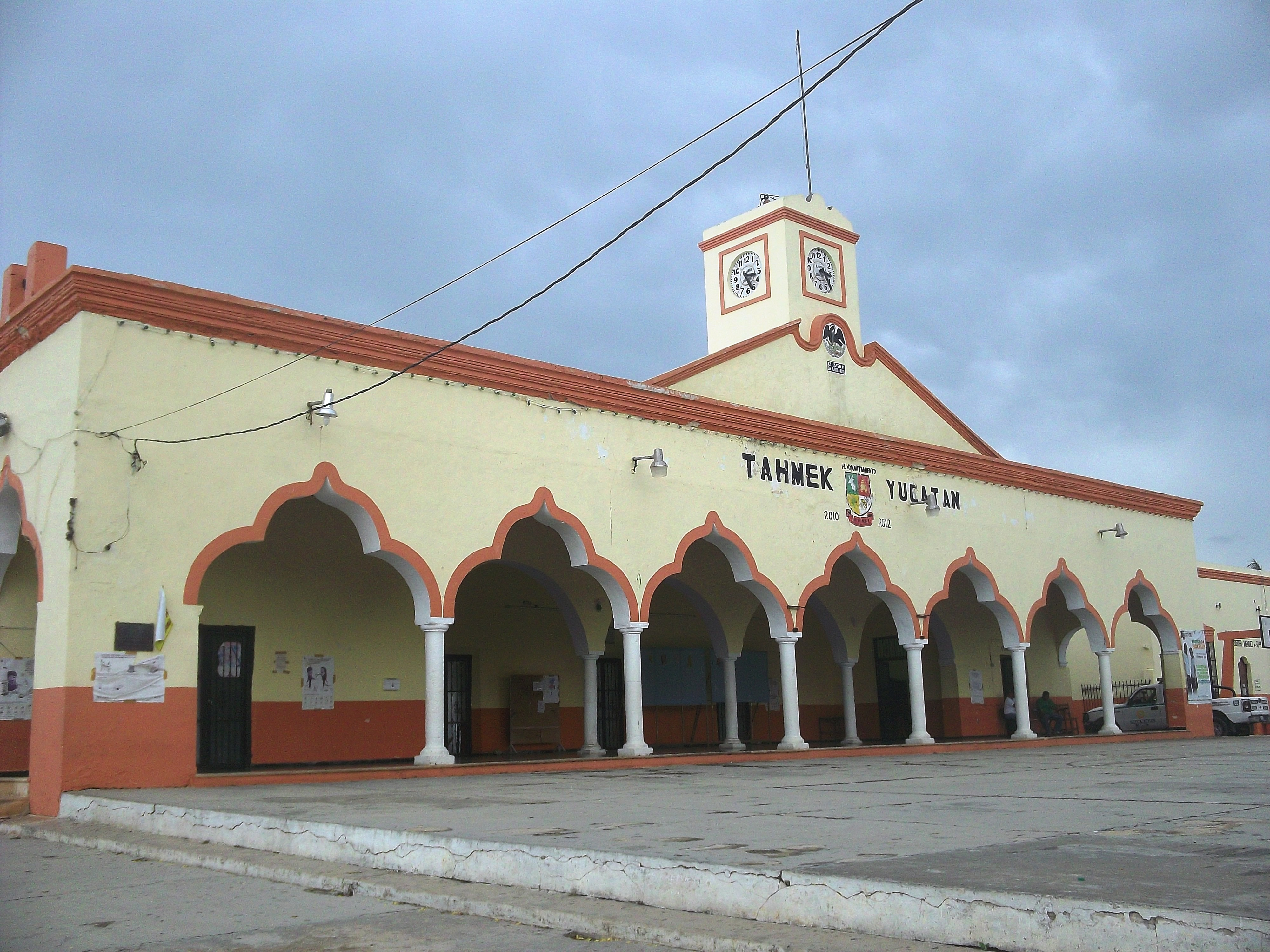
Palacio municipal de Tahmek.
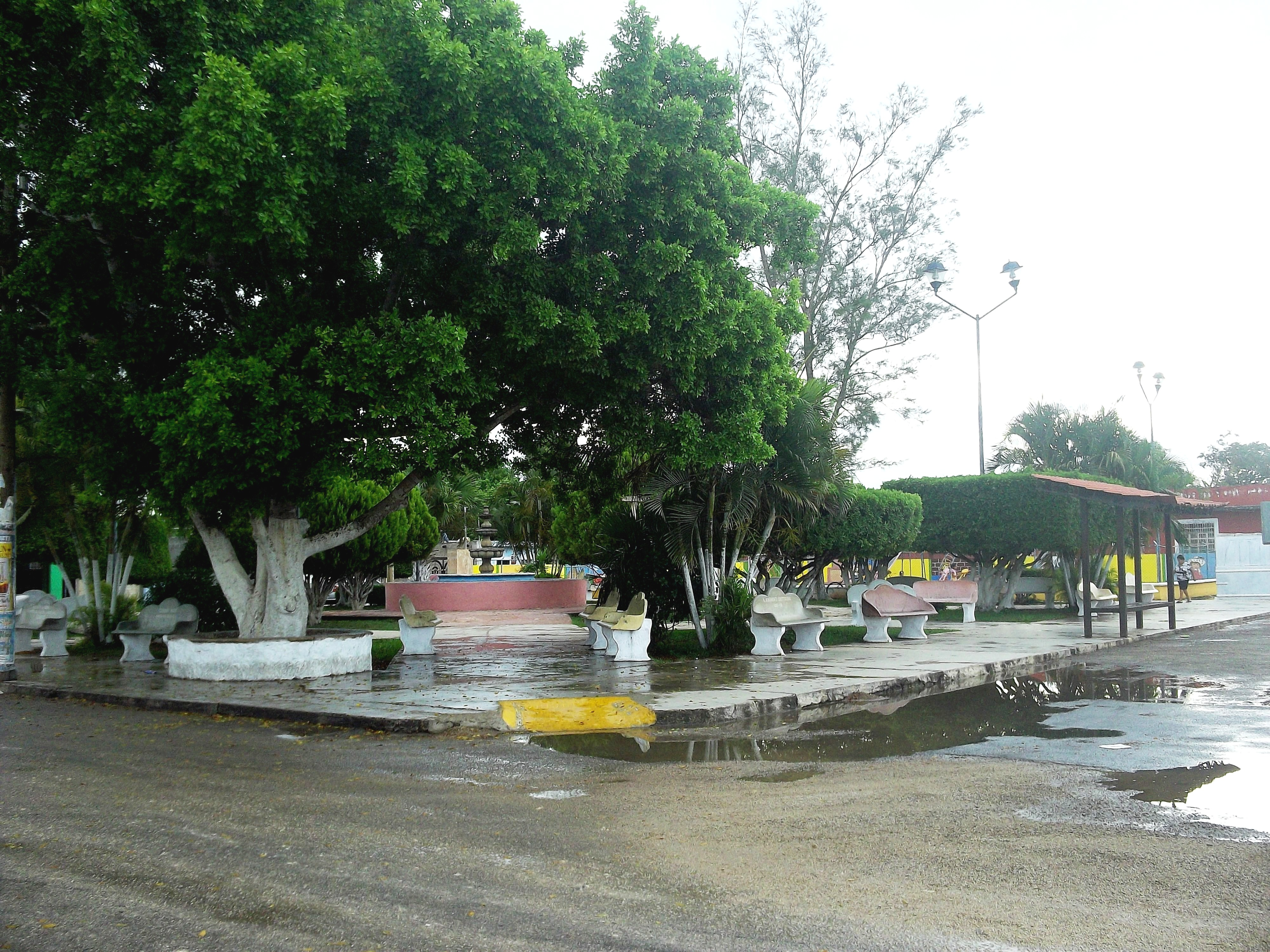
Parque principal de Tahmek.
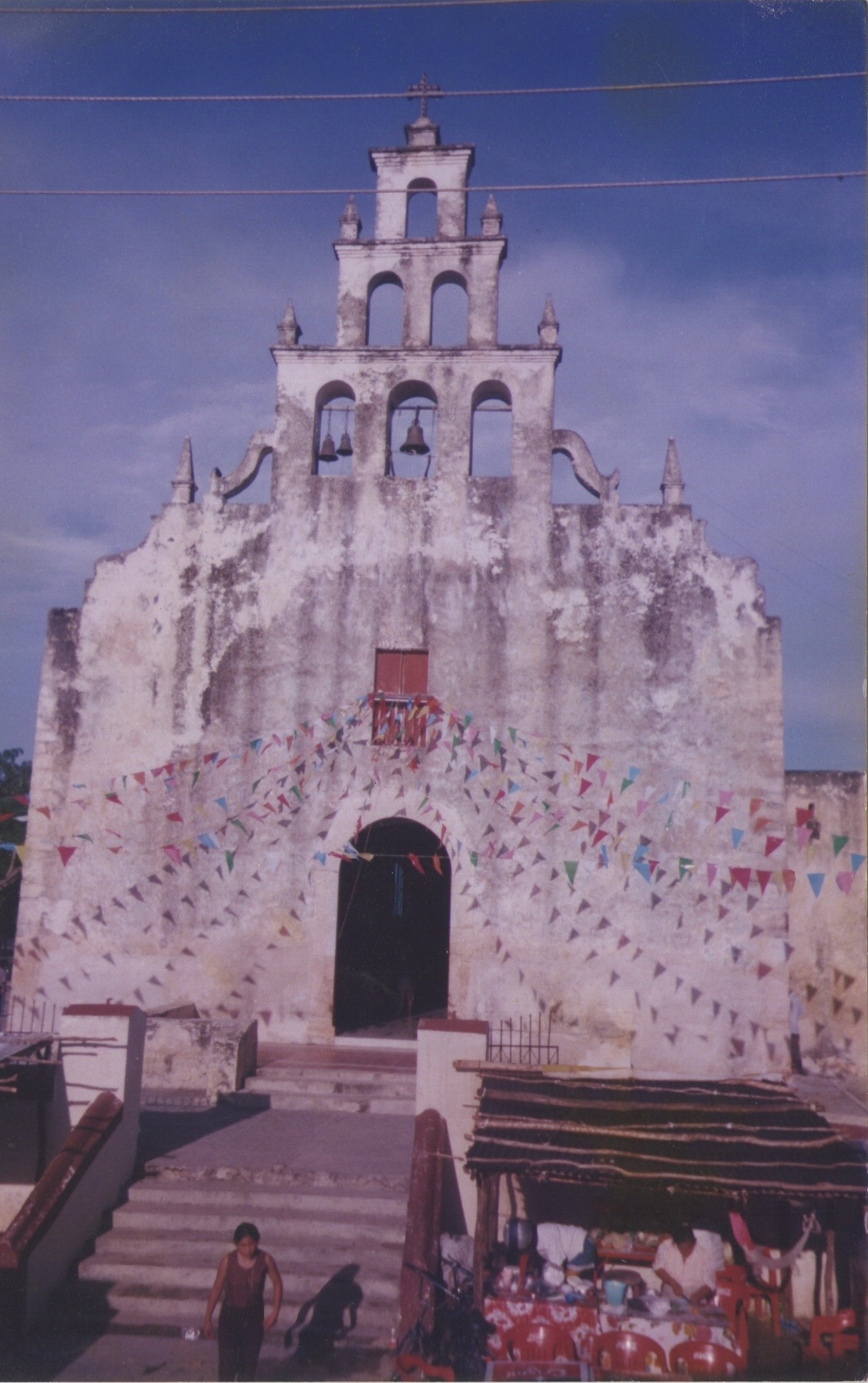
Tahmek 2001 antes del Huracán Isidoro.
San Lorenzo en Tahmek.
Una tarde de agosto en Tahmek.
Coso taurino en Tahmek, fiestas de agosto.
Fiesta de San Lorenzo y la Virgen de la Asunción.
Cementerio Municipal Tahmek.
Fiesta Tradicional Tahmek 2008.